# Лиманський віник

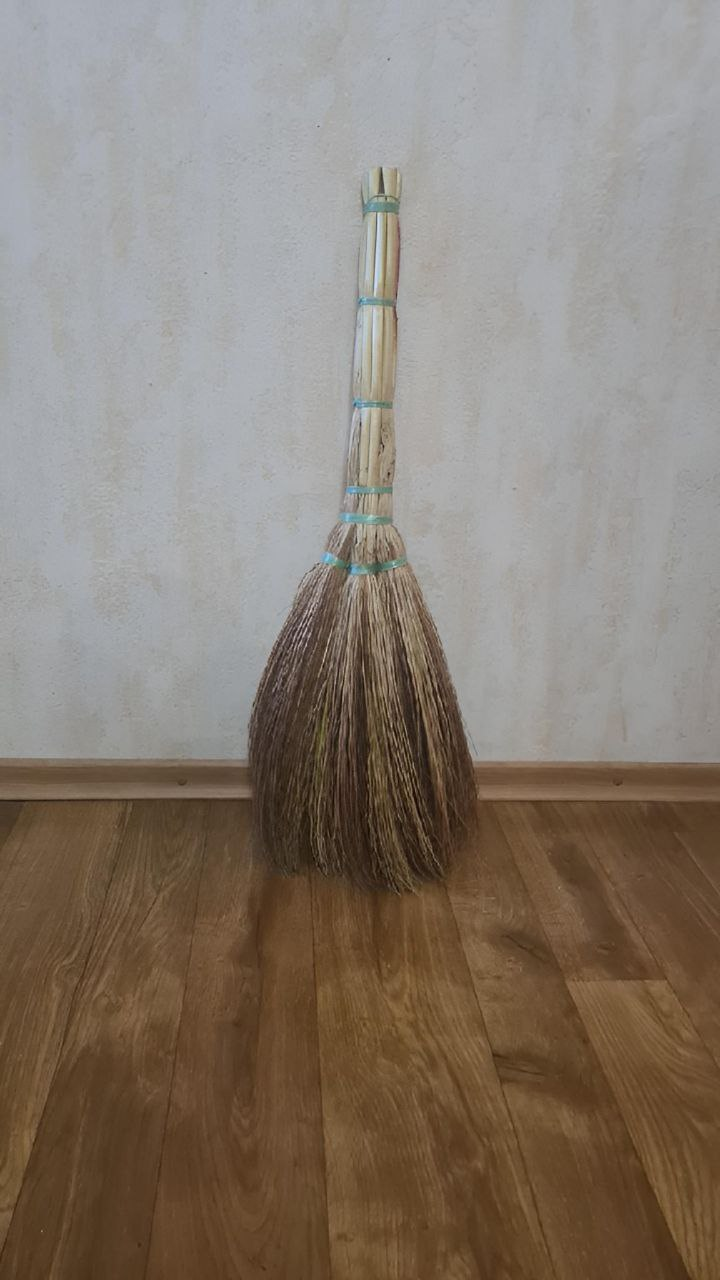
Лиманський віник

Лимáнський вíник — це різновид місцевого віника, що виготовляють у селі Лиман Харківської області. Віник є нематеріальною культурною спадщиною Харківської області та використовується у побуті як прибиральне знаряддя. Зазвичай виготовляється з сорго та для виготовлення використовують верстати.

## Історія
Про лиманські віники є багато легенд: найпоширеніша з них про те, що після однієї з російсько-турецьких війн ХІХ століття житель Лиману Кіндрат Тищенко привіз із собою з полону зерно сорту сорго (як називають місцеві, турецьке просо) та бачив, як в'яжуть віники. Після цього місцеві почали засівати землю цим зерном, пізніше скошувати та в'язати зі стебел віники, потім продавати їх як товар. Згодом Лиман став «столицею віників» і наразі вони є нематеріальною культурною спадщиною Харківської області.

## Виготовлення
Зерна сорго сіють у травні. Молоді паростки виростають, залишаючи в ямці десяток рослин: якщо посів густий, волоток буде тонким, і кількість зерна буде невелика. У вересні рослини стрижуть, скорочують стебла та видаляють надлишкове листя, використовуючи відповідні інструменти. Стебла сушать та зчищають зерна для наступного посіву. Після обробки стебла прикріпляють одне до одного та скріпляють мотузками або пластиковими нитками. В'язання відбувається за допомоги «верстата». Зазвичай віники продають, але також місцеві виготовляють і для власних потреб.

## Використання
Лиманський віник став своєрідним брендом Лиману та Зміївщини. Поширювати славу про цей засіб допоміг місцевий фольклорний гурт «Калинонька», який співає пісні про віники. Вироби використовують у різних культурних заходах, що відбуваються в Харківській області. Для показових майстер-класів спеціально виготовили «святковий верстат». Про нього писали доповіді в МАН та привозили на заходи поза межами Харківської області. Саме через поширення лиманські віники стали відомими в Харківській області.